# بخش مرادآباد

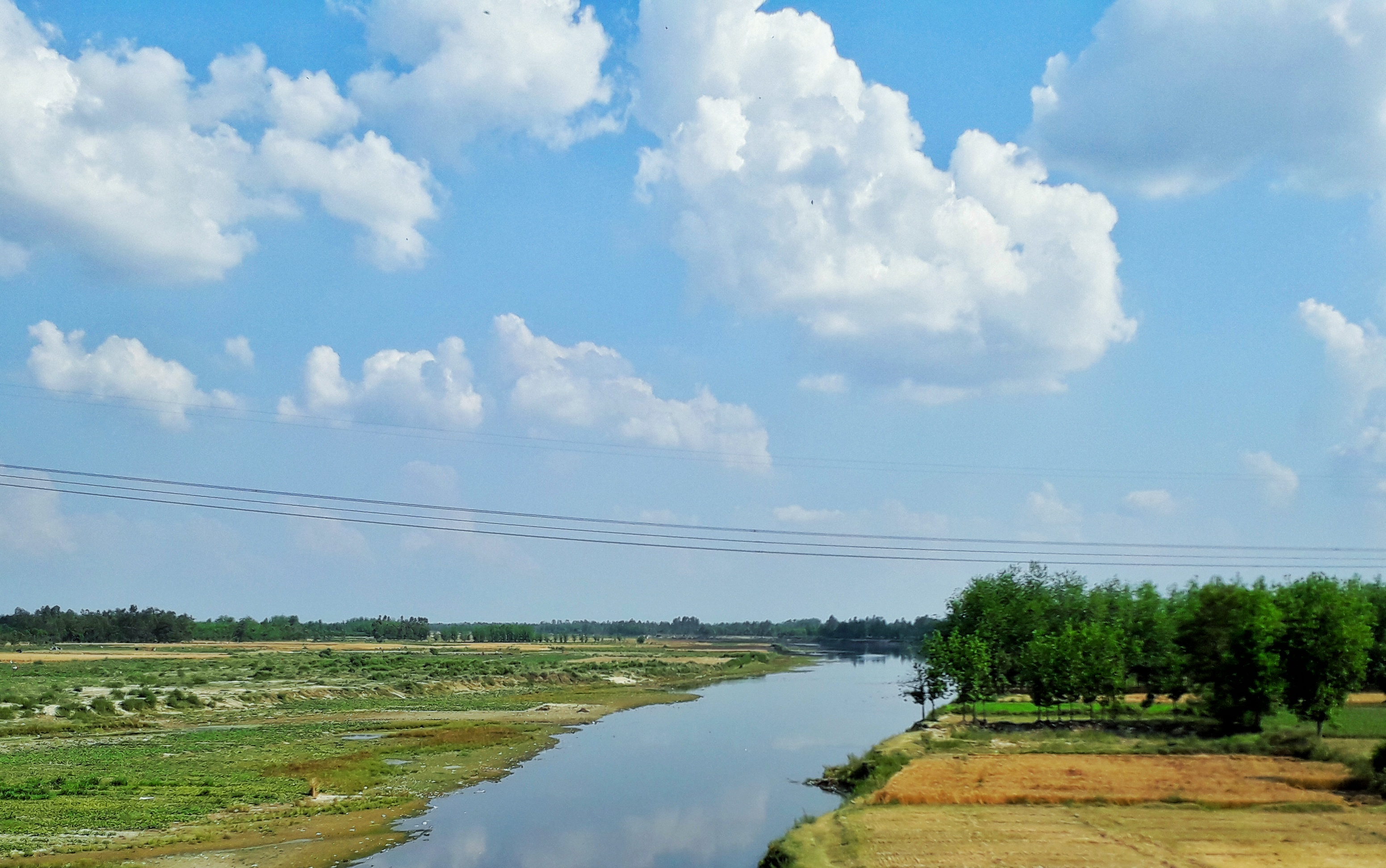
نمایی از آب‌راه رامانگا که در نزدیکی بخش مرادآباد قرار دارد. این آب‌راه شاخه‌ای از رود گنگ است. - ۲۰۱۹

بخش مرادآباد (هندی: मुरादाबाद ज़िला، تلفظ در هندی: [mʊɾaːd̪aːbaːd̪]، انگلیسی: Moradabad district) از بخش‌های ایالت اوتار پرادش هند است.